# Kyjatice
Kyjatice és un poble i municipi d'Eslovàquia. Es troba a la regió de Banská Bystrica.

## Història
La primera menció escrita de la vila es remunta al 1413.

## Demografia
| Godina             | 1994 | 2004    | 2014   | 2024   |
| ------------------ | ---- | ------- | ------ | ------ |
| Nombre de persones | 101  | 82      | 76     | 71     |
| Diferència         |      | −18,81% | −7,31% | −6,57% |

| Godina             | 2023 | 2024   |
| ------------------ | ---- | ------ |
| Nombre de persones | 68   | 71     |
| Diferència         |      | +4,41% |